# Велика Аккра
Велика Аккра (англ. Greater Accra Region) — найменша з 16 областей Гани, адміністративно-територіальна одиниця першого рівня, на захід від річки Вольта, на узбережжі Гвінейської затоки. Є столичною областю. Адміністративний центр — Аккра, столиця країни.
Межує зі Східною областю на півночі, Вольтою — на сході, з розташованою далі по узбережжю Центральною областю — на заході.
Велика Аккра була виділена зі складу Східної області у 1975 році.
Найбільшим в країні морським портом є Тема, місто яке входить до Великої Аккри.